# Atletismo nos Jogos Pan-Americanos de 2019 - 800 m feminino
A competição dos 800 m rasos feminino foi um dos eventos do atletismo nos Jogos Pan-Americanos de 2019, em Lima, no Peru. A prova foi realizada entre os dias 6 e 7 de agosto.

## Calendário
Horário local (UTC-5).
| Data        | Horário | Fase      |
| ----------- | ------- | --------- |
| 6 de agosto | 17:07   | Semifinal |
| 7 de agosto | 16:00   | Final     |

## Medalhistas
| Ouro   | JAM Natoya Goule      |
| Prata  | CUB Rose Mary Almanza |
| Bronze | URU Deborah Rodríguez |

## Recordes
Recordes mundial e pan-americano antes da disputa dos Jogos Pan-Americanos de 2019.
| Tipo                             | Atleta                | Tempo   | Local   | Data                |
| -------------------------------- | --------------------- | ------- | ------- | ------------------- |
|                                  | Jarmila Kratochvílová | 1:53.28 | Munique | 26 de julho de 1983 |
| Recorde dos Jogos Pan-Americanos | Ana Fidelia Quirot    | 1:58.71 | Havana  | 8 de agosto de 1991 |

## Resultados

### Semifinal
Qualificação: Os 3 primeiros em cada bateria (Q) e os 2 mais rápidos (q) se classificaram para a final. Os resultados foram os seguintes: 
| Colocação | Bateria | Atleta              | Nacionalidade         | Tempo   | Notas |
| --------- | ------- | ------------------- | --------------------- | ------- | ----- |
| 1         | 2       | Natoya Goule        | JAM Jamaica           | 2:02.68 | Q     |
| 2         | 2       | Sade Sealy          | BAR Barbados          | 2:03.23 | Q,    |
| 3         | 2       | Alena Brooks        | TRI Trinidad e Tobago | 2:03.79 | Q     |
| 4         | 2       | Lindsey Butterworth | CAN Canadá            | 2:03.82 | q     |
| 5         | 1       | Rose Mary Almanza   | CUB Cuba              | 2:05.25 | Q     |
| 6         | 2       | Mariela Luisa Real  | MEX México            | 2:05.73 | q     |
| 7         | 1       | Sonia Gaskin        | BAR Barbados          | 2:05.85 | Q     |
| 8         | 2       | Johana Arrieta      | COL Colômbia          | 2:06.00 |       |
| 9         | 1       | Déborah Rodríguez   | URU Uruguai           | 2:06.30 | Q     |
| 10        | 1       | Alethia Marrero     | COL Colômbia          | 2:06.87 |       |
| 11        | 2       | Athing Mu           | USA Estados Unidos    | 2:07.30 |       |
| 12        | 1       | Andrea Calderón     | ECU Equador           | 2:08.49 |       |
| 13        | 1       | Jazmine Fray        | JAM Jamaica           | 2:10.14 |       |
| 14        | 1       | Maïté Bouchard      | CAN Canadá            | DNF     |       |

### Final
Os resultados foram os seguintes:  
| Colocação         | Atleta              | Nacionalidade         | Tempo   | Notas                |
| ----------------- | ------------------- | --------------------- | ------- | -------------------- |
| Medalha de ouro   | Natoya Goule        | JAM Jamaica           | 2:01.26 |                      |
| Medalha de prata  | Rose Mary Almanza   | CUB Cuba              | 2:01.64 |                      |
| Medalha de bronze | Déborah Rodríguez   | URU Uruguai           | 2:01.66 | Recorde da temporada |
| 4                 | Sade Sealy          | BAR Barbados          | 2:02.23 | Recorde nacional     |
| 5                 | Lindsey Butterworth | CAN Canadá            | 2:02.68 |                      |
| 6                 | Alena Brooks        | TRI Trinidad e Tobago | 2:02.75 |                      |
| 7                 | Mariela Luisa Real  | MEX México            | 2:04.56 |                      |
| 8                 | Sonia Gaskin        | BAR Barbados          | 2:05.68 |                      |

Legenda
| Recorde mundial                  | Recorde mundial (World record)               |                       | Recorde africano                      | Recorde africano (African) |                                           | Q | Classificado por posição (Qualified) |
| Recorde dos Jogos Pan-Americanos | Recorde pan-americano (Pan-American record)  | Recorde da América    | Recorde da América (Americas)         | q                          | Classificado por melhor tempo (Qualified) |   |                                      |
| Melhor marca do ano              | Melhor marca do ano (World leading)          | Recorde asiático      | Recorde asiático (Asian)              | DNS                        | Não largou (Did not start)                |   |                                      |
| Recorde nacional                 | Recorde nacional (National record)           | Recorde europeu       | Recorde europeu (European)            | DNF                        | Não terminou (Did not finish)             |   |                                      |
| Recorde pessoal                  | Recorde pessoal do atleta (Personal best)    | Recorde da Oceania    | Recorde da Oceania (Oceania)          | DSQ / DQ                   | Desclassificado (Disqualified)            |   |                                      |
| Recorde da temporada             | Recorde da temporada do atleta (Season best) | Recorde sul-americano | Recorde sul-americano (South America) | NM                         | Sem marca (No mark)                       |   |                                      |